# خيسوس هييرادة
خيسوس هييرادة (بالإسبانية: Jesús Herrada)‏ (و. 1990  م) هو راكب دراجة هوائية إسباني، ولد في موتا دي كويرفو، شارك في طواف فرنسا، وسباق طواف فرنسا 2014، وطواف فرنسا 2016، وطواف فرنسا 2018، وسباق طواف فرنسا 2017، وطواف فرنسا 2019، مركز لعبه هو Rouleur ‏.

## سجل الفوز

### سباقات أو مراحل فاز بها
| التاريخ        | السباق                                                  | المركز                                           |
| -------------- | ------------------------------------------------------- | ------------------------------------------------ |
| 09 سبتمبر 2011 | جائزة كيبيك الكبرى للدراجات 2011                        |                                                  |
| 30 أغسطس 2013  | تور دو بويتو-شارنتيس 2013                               |                                                  |
| 15 أكتوبر 2013 | طواف بكين 2013                                          | العاشر في تصنيف أفضل شاب                         |
| 05 أبريل 2014  | جائزة ميغيل إندوراين 2014                               | المرتبة 19 في التصنيف العام                      |
| 04 مايو 2014   | طواف روماندي 2014                                       | الأول في تصنيف أفضل شاب، التاسع في التصنيف العام |
| 14 أكتوبر 2014 | طواف بكين 2014                                          | السادس في تصنيف أفضل شاب                         |
| 17 مارس 2015   | تيرينو ادرياتيكو 2015                                   | السادس في تصنيف أفضل شاب                         |
| 03 مايو 2015   | فولتا أستورياس 2015                                     | الثالث في التصنيف العام                          |
| 28 يونيو 2015  | Spanish National Cycling Road Championship 2015         | الثالث في التصنيف العام                          |
| 21 أغسطس 2015  | طواف ليموزين 2015                                       |                                                  |
| 07 فبراير 2016 | فولتا فالنسيا 2016                                      | الثامن في التصنيف العام                          |
| 25 يونيو 2017  | سباق الطريق للرجال في بطولة إسبانيا لسباق الدراجات 2017 | الفائز في التصنيف العام                          |
| 31 يناير 2019  | تروفيو سيس سالينس 2019                                  | الفائز في التصنيف العام                          |
| 09 يونيو 2019  | طواف لوكسمبورغ 2019                                     | الفائز في التصنيف العام                          |
| 17 يونيو 2019  | مونت فينتو دينفلاي تشالنجز 2019                         | الفائز في التصنيف العام                          |
| 14 مايو 2021   | تروفيو سيرا دي ترامونتانا 2021                          | الفائز في التصنيف العام                          |
| 15 أبريل 2022  | 2022 Classic Grand Besançon Doubs                       | الفائز في التصنيف العام                          |
| 22 مايو 2022   | 2022 Boucles de l'Aulne                                 |                                                  |
| 16 أبريل 2023  | طواف دوبس 2023                                          | الفائز في التصنيف العام                          |

## روابط خارجية
- خيسوس هييرادة على موقع الاتحاد الدولي للدراجات (الإنجليزية)
- خيسوس هييرادة على موقع أرشيف الدراجات (الإنجليزية)
- خيسوس هييرادة على موقع إحصائيات الدراجات الإحترافية (الإنجليزية)
- خيسوس هييرادة على موقع نسبة الدراجات (الإنجليزية)
- خيسوس هييرادة على موقع CycleBase (الإنجليزية)
- خيسوس هييرادة على موقع اللجنة الأولمبية الدولية (الإنجليزية)
- خيسوس هييرادة على موقع أوليمبيديا (الإنجليزية)